# Interblocco ricontrollato
L'interblocco ricontrollato o double-checked locking è uno dei più subdoli antipattern della programmazione concorrente, principalmente in Java. A prima vista sembra un utile strumento per migliorare le prestazioni, tuttavia questo schema non funzionava prima dell'introduzione dell'attuale JavaMemoryModel.

## Esempio
```
public
 
class
 
DoubleCheckedLocking
 
{

    
private
 
static
 
Resource
 
_instance
;

    
public
 
static
 
Resource
 
getInstance
()
 
{

        
if
 
(
_instance
 
==
 
null
)
 
{

            
synchronized
 
(
DoubleCheckedLocking
.
class
)
 
{

                
if
 
(
_instance
 
==
 
null
)
 
{

                    
_instance
 
=
 
new
 
Resource
();

                
}

            
}

        
}

        
return
 
_instance
;

    
}

}

```

Inizializzare un oggetto comporta la scrittura di alcune variabili (stato dell'oggetto), pubblicare un oggetto riguarda la scrittura di altre variabili (il reference). Se non si assicura che l'inizializzazione di un oggetto accada prima che un thread possa leggerne il reference, la scrittura del reference può essere riordinata con le scritture dello stato dell'oggetto.
In tale caso un Thread può vedere un valore aggiornato per il reference, ma un valore non aggiornato per alcune delle variabili che compongono lo stato dell'oggetto. Si ottiene quindi il reference ad un oggetto parzialmente costruito.
Senza utilizzare tecniche troppo elaborate e spesso inutili è possibile risolvere il problema con il seguente codice:
```
public
 
class
 
EagerInstantiation
 
{

    
private
 
static
 
final
 
Resource
 
_instance
 
=
 
new
 
Resource
();

    
public
 
static
 
Resource
 
getResource
()
 
{

        
return
 
_instance
;
 
// :-)

    
}

}

```

Un'alternativa è l'utilizzo di una variabile booleana che mantenga lo stato dell'inizializzazione dell'istanza del singleton. Questo impedisce che thread concorrenti possano ottenere un riferimento all'istanza prima che il costruttore dell'oggetto abbia terminato e reso l'oggetto consistente:
```
public
 
class
 
DoubleCheckedLocking
 
{

    
private
 
static
 
Resource
 
_instance
;

    
private
 
static
 
boolean
 
initialized
 
=
 
false
;

    
public
 
static
 
Resource
 
getInstance
()
 
{

        
if
 
(
!
initialized
)
 
{

            
synchronized
 
(
DoubleCheckedLocking
.
class
)
 
{

                
if
 
(
!
initialized
)
 
{

                    
_instance
 
=
 
new
 
Resource
();

                    
initialized
 
=
 
true
;

                
}

            
}

        
}

        
return
 
_instance
;

    
}

}

```

Il momento in cui avviene l'istruzione di assegnazione alla variabile booleana garantisce che il costruttore abbia terminato l'inizializzazione dell'oggetto.
Anche nello scenario in cui il thread che ha avviato la costruzione dell'oggetto non sia ancora uscito dalla sezione critica, qualsiasi altro thread concorrente che ottenga un esito negativo dal primo test fuori dalla sezione critica, restituirà direttamente (senza attendere sul mutex) l'oggetto correttamente inizializzato.
Questa soluzione al problema, quindi, si basa sull'idea di non testare direttamente il riferimento all'oggetto, ma una variabile distinta che sia stata settata successivamente alla costruzione dell'oggetto.